# XPointer

Lenguaje de XML.

XPointer o Lenguaje de punteros XML es un estándar del World Wide Web Consortium (W3C) que proporciona una forma de identificar de forma única fragmentos de un documento XML con el objetivo de realizar vínculos. La especificación XPointer ofrece un mecanismo para direccionamiento de documentos XML en función de su estructura interna, lo que permite examinar su estructura jerárquica al mismo tiempo que se seleccionan sus partes internas, como elementos, valores de atributos, contenido de caracteres y posiciones relativas.
XPointer se encuentra por encima del XML Path Language (XPath). La extensión XPointer permite a XPath:
- Seleccionar puntos, intervalos y nodos.
- Utilizar coincidencias de cadenas para buscar información.
- Utilizar expresiones de direccionamiento en referencias de URI como identificadores de fragmentos.